# مارتا کالوو
مارتا کالوو گومز (زاده ۲۹ اوت ۱۹۹۶) تکواندوکار اسپانیایی است که در رقابت های دسته ۶۲ کیلوگرم مسابقه می دهد.  مارتا در مسابقات قهرمانی تکواندو جهان ۲۰۱۵ حضور داشت و در دسته سبک وزن زنان، به مدال نقره دست یافت. او همچنین نایب قهرمان مسابقات تکواندو قهرمانی اروپا ۲۰۱۸ در دسته ۶۲ کیلوگرم (سبک‌وزن) شده است.   خواهر وی، اوا کالوو، تکواندوکار دارنده مدال نقره المپیک تابستانی ۲۰۱۶ است. 